# Kampania norweska

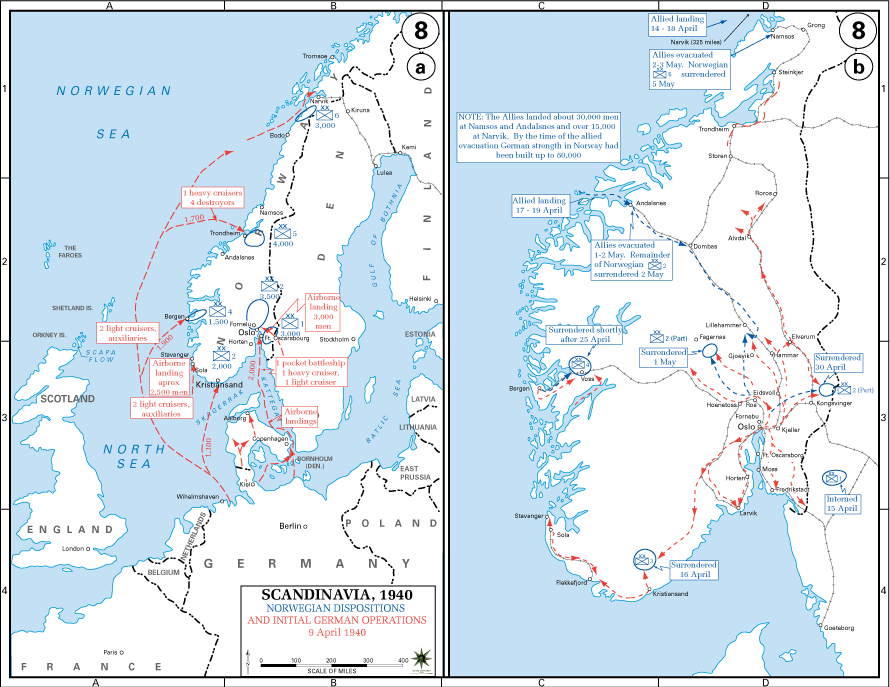
Kierunki wojsk w czasie kampanii norweskiej

Kampania norweska – działania wojenne wojsk norweskich, francuskich, brytyjskich i polskich przeciwko inwazji niemieckiej prowadzone w dniach 9 kwietnia – 10 czerwca 1940 roku w czasie II wojny światowej. W nazewnictwie niemieckim kryptonim operacja Weserübung obejmował zarówno atak na Danię, jak kampanię w Norwegii. Inwazja rozpoczęła się 9 kwietnia 1940 roku i oznaczała faktyczny koniec dziwnej wojny na Zachodzie.

## Tło polityczno-wojskowe
Wiosną 1939 brytyjska admiralicja zaczęła spoglądać na Skandynawię jako potencjalny teatr wojny w przyszłym konflikcie z Niemcami. Brytyjski rząd był niechętny do zaangażowania się w innym konflikcie na kontynencie wierząc, że to oznaczałoby powtórkę z I wojny światowej. Niemiecki przemysł był bardzo uzależniony od rudy żelaza wydobywanej w Szwecji. Większość tej rudy wysyłano do Niemiec przez norweski port w Narwiku.
Alianci zaczęli rozważać strategię blokady norweskich wód w celu usiłowania osłabienia Niemców.
W październiku 1939 szef niemieckiej Kriegsmarine, Grossadmiral Erich Raeder, dyskutował z Hitlerem o niebezpieczeństwie, jakie może spowodować zajęcie przez Wielką Brytanię Norwegii, a co za tym idzie znajdujących się tam baz morskich. Raeder przekonywał, że zajęcie Norwegii pozwoliłoby kontrolować pobliskie morza oraz organizować przyszłe działania przeciw Wielkiej Brytanii. Jednakże ten plan nie zainteresował Hitlera. Wydał on dyrektywę stwierdzającą, że główny wysiłek skierowany będzie na Niderlandy.
Do końca listopada Winston Churchill, jako nowy członek brytyjskiego gabinetu wojennego, proponował zaminowanie norweskich wód. To zmuszałoby statki transportujące rudę do podróży przez otwarte wody Morza Północnego, gdzie Royal Navy mogłaby im przeszkodzić. Jednakże ta propozycja została odrzucona przez Neville’a Chamberlaina i Lorda Halifaksa z powodu obawy przed negatywną reakcją neutralnych krajów, m.in. Stanów Zjednoczonych. Na początku wojny zimowej między ZSRR a Finlandią w listopadzie 1939 zmieniono dyplomatyczne stanowisko – Churchill znów proponował plan blokady, ale jego projekt ponownie został odrzucony.
W grudniu Wielka Brytania i Francja zaczęły poważne przygotowania do wysłania pomocy dla Finlandii. Ich plan głosił lądowanie sił w Narwiku w północnej Norwegii – głównym porcie, z którego eksportowana jest ruda żelaza, a następnie przejście przez Szwecję do Finlandii. Ten plan również pozwoliłby sprzymierzonym siłom zająć szwedzki rejon górnictwa. Plan otrzymał poparcie zarówno Chamberlaina, jak i Halifaksa. Liczono na współpracę Norwegii, która złagodziłaby kilka z prawnych kwestii. Jednak plan aliantów, zarówno w Norwegii, jak i Szwecji, spotkał się z bardzo negatywnymi reakcjami. Planowanie operacji kontynuowano, ale uzasadnienie odpadło, kiedy Finlandia zwróciła się z prośbą o zawieszenie broni w marcu 1940.

## Przyczyny ataku
Adolf Hitler na początku wojny nie zamierzał naruszać neutralności Norwegii ze względu na interesy III Rzeszy, gdyż zimą, gdy wody wokół portów bałtyckich zamarzały, transporty rud żelaza ze Szwecji Niemcy sprowadzały drogą morską przez port w Narwiku. Ta sytuacja zdecydowanie nie odpowiadała aliantom, którzy zdecydowali się na w miarę możliwości pokojowe zajęcie północnej Norwegii i Szwecji, w ramach planu „R4”. Plan ten przewidywał desanty w rejonach Trondheim, Narwik, Bergen i Stavanger, a także rozstawienie zagród minowych, aby utrudnić działania niemieckiej żeglugi morskiej. Niemcy, obawiając się takiego obrotu sprawy postanowiły pierwsze zaatakować Norwegię. W zamiarze tym Hitlera utwierdził dodatkowo incydent z uwolnieniem jeńców z okrętu zaopatrzeniowego „Altmark” przez Brytyjczyków, na wodach Norwegii. 16 lutego 1940 brytyjski niszczyciel HMS „Cossack” dokonał abordażu niemieckiego okrętu „Altmark” na norweskich wodach (Jössingfjord), uwalniając 303 brytyjskich jeńców trzymanych na nim. Kontrola przeprowadzona przez norweskie władze, nie potrafiła (lub nie chciała, z obawy przed Niemcami) ujawnić nielegalnego transportu jeńców przez kraj neutralny. Hitler uważał to za znak, że Wielka Brytania jest skłonna naruszyć norweską neutralność.
12 marca Wielka Brytania zdecydowała wysłać siły ekspedycyjne do Finlandii z powodu jej ciężkiej sytuacji w wojnie zimowej. Korpus ekspedycyjny rozpoczął załadunek 13 marca, ale operacja została odwołana, gdy tylko konflikt dobiegł końca. Zamiast tego 28 marca 1940 sojusznicza Rada Wojenna zdecydowała zaminować norweskie wody (począwszy od 5 kwietnia; termin następnie przesunięto), a następnie wykonać desant wojsk w Norwegii. 7 kwietnia 1940 nastąpiło zaokrętowanie brytyjskiego korpusu ekspedycyjnego.
Pierwsze niemieckie statki wypłynęły w kierunku Norwegii 3 kwietnia, zaś 8 kwietnia brytyjskie niszczyciele zaczęły umieszczać pierwsze miny w norweskich wodach. 9 kwietnia rozpoczęła się niemiecka operacja.

## Niemieckie siły i plan ataku
W tym celu opracowano plan operacji Weserübung (Ćwiczenia na Wezerze), która zakładała zdobycie norweskich lotnisk, nadbrzeżnych przyczółków oraz przede wszystkim przygotowanie się do kontrataku aliantów. Plan zakładał następnie okupację Norwegii i wprowadzenie tam proniemieckiego rządu kolaboracyjnego, którego utworzenie zaoferował Vidkun Quisling. Hitler do tej operacji zorganizował 7 dywizji, 1121 samolotów i marynarkę wojenną.
Aby cała akcja przebiegała sprawnie, podzielono wojsko na kilka zespołów, które miały być przetransportowane na pokładach okrętów, z uwagi na wymaganą szybkość operacji:
1. Pancerniki „Scharnhorst” i „Gneisenau”, 10 niszczycieli: „Z2 Georg Thiele”, „Z9 Wolfgang Zenker”, „Z11 Bernd von Arnim”, „Z12 Erich Giese”, „Z13 Erich Koellner”, „Z17 Diether von Roeder”, „Z18 Hans Lüdemann”, „Z19 Hermann Künne”, „Z22 Anton Schmitt”, „Z21 Wilhelm Heidkamp” i 2 tys. strzelców górskich do Narwiku.
2. Ciężki krążownik „Admiral Hipper”, 4 niszczyciele: „Z5 Paul Jacobi”, „Z6 Theodor Riedel, „Z8 Bruno Heinemann”, „Z16 Friedrich Eckoldt” i 1,7 tys. żołnierzy do Trondheim.
3. Lekkie krążowniki „Köln” i „Königsberg”, szkolny okręt artyleryjski „Bremse”, 2 torpedowce: „Leopard” i „Wolf”, 5 kutrów torpedowych: (S19), (S21), (S22), (S23), (S24), okręt „Karl Peters” i 900 żołnierzy do Bergen.
4. Lekki krążownik „Karlsruhe”, 3 torpedowce: „Luchs”, „Grief”, „Seeadler”, 7 kutrów torpedowych: (S7), (S8), (S17), (S30), (S31), (S32), (S33), okręt „Tsingtau” i 1,1 tys. żołnierzy do Kristiansand.
5. Ciężki krążownik „Lützow”, ciężki krążownik „Blücher”, lekki krążownik „Emden”, 3 torpedowce: „Möwe”, „Albatross”, „Kondor”, 7 kutrów trałowych: (R17), (R18), (R19), (R20), (R21), (R22), (R23) i 2 tys. żołnierzy do Oslo.
6. 4 trałowce: (M1), (M2), (M9), (M13) i 150 żołnierzy do Egersund.

Celem tych zespołów były Trondheim, Narwik, Bergen, Arendal i Oslo.
Przy okazji zaplanowano szybkie zajęcie Danii ze względu na znikomą armię duńską oraz pozytywny stosunek do nazizmu, tak więc zorganizowano dodatkowe dwie dywizje i jedną brygadę zmotoryzowaną. Rozpoczęcie operacji wyznaczono na 9 kwietnia 1940 o 5.15 czasu niemieckiego, a 4.15 czasu norweskiego.

## Atak

### Inwazja na Danię

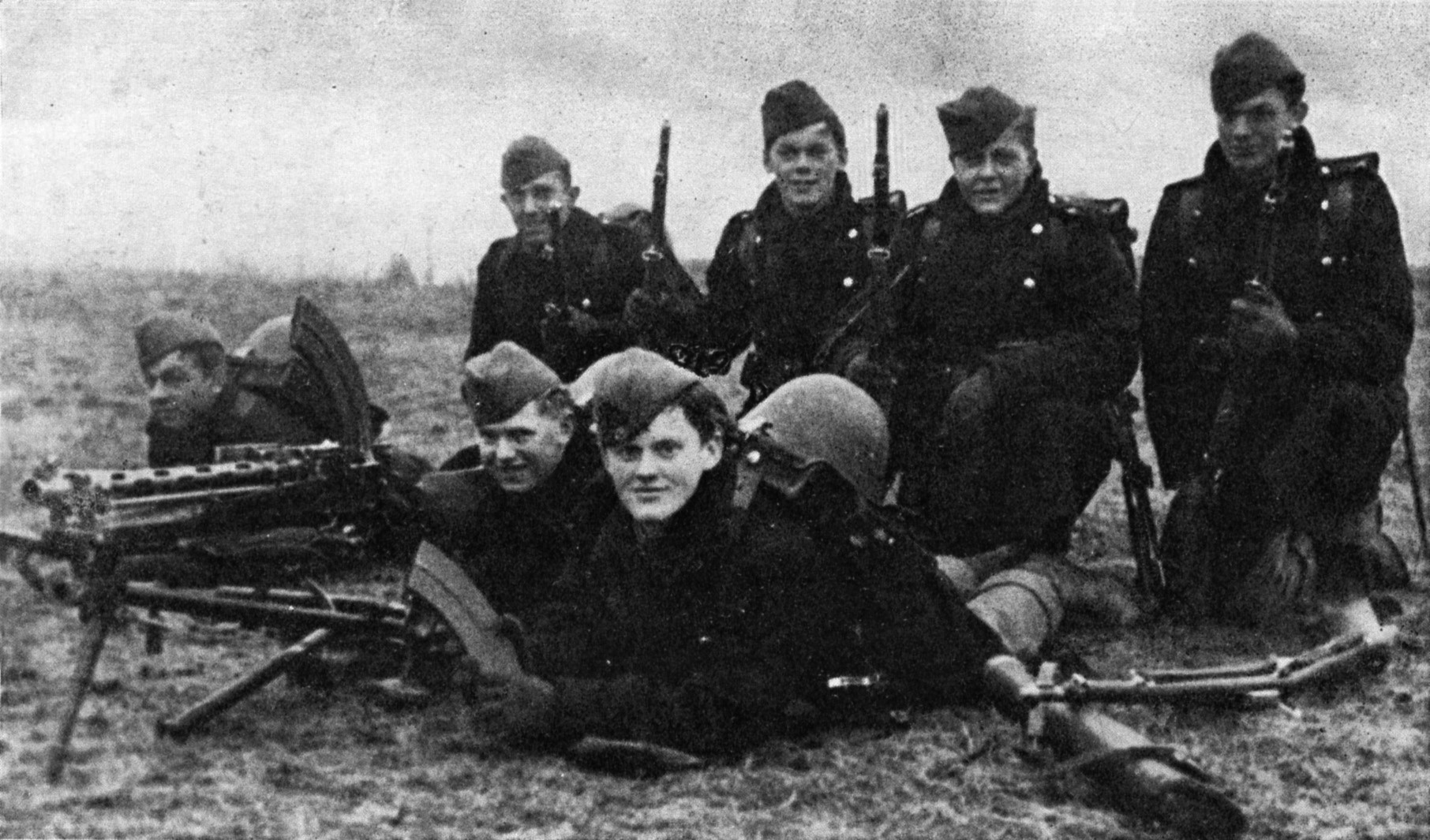
Duńscy żołnierze w czasie niemieckiej inwazji

Strategicznie Dania była stosunkowo mało ważna dla Niemiec. Jej porty były jednak niezbędne do przeprowadzenia desantu na Norwegię oraz do dostarczania zaopatrzenia podczas walk. Kraj ten jest małym, płaskim terenem, idealnym do działań niemieckiej armii.
Rankiem, o 4.15 czasu duńskiego, niemieckie oddziały 170 i 198  dywizji piechoty oraz 11 brygady zmotoryzowanej, sformowane w XXXI Korpus Armijny pod dowództwem gen. Leonharda Kaupischa przekroczyły południową granicę neutralnej Danii, bezpośrednio naruszając niemiecko-duński pakt o nieagresji podpisany rok wcześniej. W tym samym czasie „Schleswig-Holstein”, kilka jednostek bojowych i pomocniczych zaczęły wysadzać desant tysiąca żołnierzy w dokach w Kopenhadze. Na niebie pojawiły się liczne formacje bombowców Dornier 17 i Heinkel 111. Pomimo przewagi liczebnej najeźdźców żołnierze duńscy stawili pewien opór, a w obronie kraju zginęło 16 żołnierzy. Po dwóch godzinach wojskowego oporu duński rząd na czele z królem Chrystianem X rozkazał wstrzymanie ognia. Wierząc, że dalszy opór tylko doprowadziłby do większych strat w ludności, duńska Rada Ministrów zdecydowała ugiąć się pod żądaniami Niemców, doprowadzając do pokojowego zajęcia kraju. Choć Dania i reszta Skandynawii miała ogólnie małe znaczenie wojskowe, była jednak ważnym obszarem pod względem ekonomicznym i ideologicznym. Dr. Werner Best – pełnomocnik niemiecki w okupowanej Danii powiedział: Dania stanowiła ważne ekonomiczne wsparcie dzięki swojemu rolnictwu. Była także ważnym połączeniem ze Szwecją.

### Działania w Norwegii

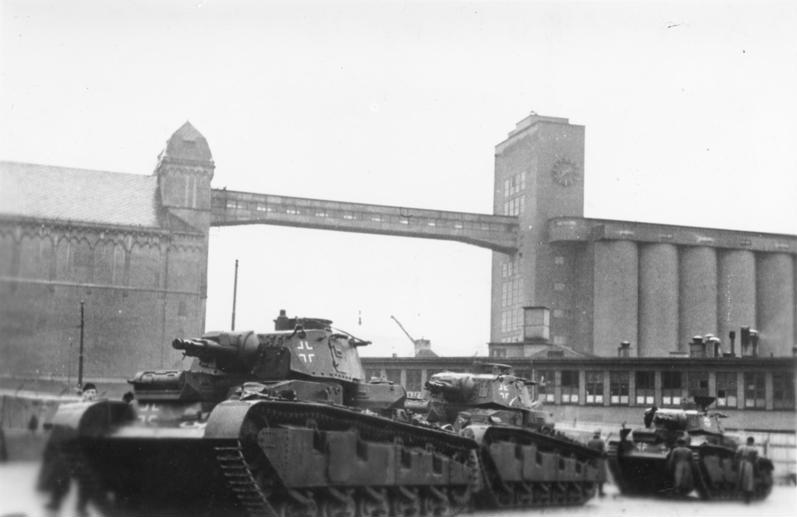
Niemieckie czołgi Neubaufahrzeug w Oslo

Norwegia była ważna dla Niemiec z dwóch powodów: po pierwsze stanowiła dużą bazę dla floty nawodnej oraz U-Bootów, których zadaniem było utrudnianie żeglugi aliantów na północnym Atlantyku, po drugie zajęcie jej zapewniało bezpieczeństwo transportowi rudy żelaza ze Szwecji do Niemiec przez port w Narwiku. Długa linia brzegowa stanowiła doskonałe miejsce na postoje U-Bootów między kolejnymi wypadami na Atlantyk. Niemcy były uzależnione od szwedzkiej rudy żelaza. Zaniepokoił je fakt, że alianci mogą próbować zakłócać transport żelaza, którego 90% wypływa z portu w Narwiku.
Do inwazji na Norwegię został przydzielony XXI Korpus Armijny pod dowództwem Nikolausa von Falkenhorsta. Korpus zawierał następujące siły:
- 163 Dywizja Piechoty
- 69 Dywizja Piechoty
- 196 Dywizja Piechoty
- 181 Dywizja Piechoty
- 214 Dywizja Piechoty
- 138. i 139. pułk z 3 Dywizji Górskiej
- 2 Dywizja Górska (przybyła później)
- 40 Batalion Pancerny[2][3]

Rankiem 9 kwietnia jednostki niemieckie wysadziły pierwsze desanty w nadbrzeżnych miastach Norwegii. Dodatkowo jednostki Fallschirmjäger wykonały desant z powietrza na lotniska w Oslo, Kristiansand i Stavanger. W kraju powołano do wojska 50 tys. ludzi, którzy mimo swojej ofiarności byli albo niedostatecznie wyszkoleni albo słabo uzbrojeni (magazyny mobilizacyjne wpadły w ręce Niemców). Nie mieli większych szans sami pokonać dobrze wyszkolonych oddziałów niemieckich. Główny opór stawiały jednostki 2 dywizji piechoty na północ od Oslo i 6 dywizji piechoty w północnej części kraju.
Admiralicja brytyjska uznała, że wszystkie okręty Home Fleet będą potrzebne do walki z okrętami niemieckimi, i zrezygnowała z realizacji planu „R4”. Ta decyzja opóźniła wsparcie norweskich sił lądowych i podjęcie walk z niemieckimi oddziałami desantowymi. Do 10 kwietnia Niemcy zajęli Narwik, Trondheim, Bergen, Egersund, Arendal, Oslo i Stavanger. Największe straty ponieśli na morzu – norweskie baterie nabrzeżne uszkodziły szkolny okręt artyleryjski „Bremse”, krążownik „Königsberg”, zatopiły ciężki krążownik „Blücher”. 10 kwietnia alianci wysłali na wody norweskie swoją flotę, a 14 kwietnia przystąpili do wysadzania desantów, lecz oddziały desantowe, które wylądowały 16 i 17 kwietnia pod Namsos i Åndalsnes, były za słabe i niedostatecznie uzbrojone, by mogły udzielić pomocy wojskom norweskim broniącym się na południu – zostały pobite i na początku maja ewakuowane. Walki w tej części kraju ustały. Dłużej trwały walki na północy Norwegii. Tam 14 kwietnia krążownik HMS „Southampton” wysadził pierwsze jednostki w rejonie na północ od Narwiku, gdzie opór Niemcom stawiała norweska 6 dywizja piechoty. 27 kwietnia przybyły następne oddziały brytyjskie, francuskie i polskie (Samodzielna Brygada Strzelców Podhalańskich). W nocy z 27 na 28 maja opanowały Narwik, a dowodzącemu jednostkami niemieckimi gen. Dietlowi Hitler nakazał internowanie się w Szwecji. Jednakże ze względu na niepomyślny dla aliantów rozwój sytuacji we Francji oraz załamanie się operacji w rejonie Trondheim (co umożliwiło Niemcom skierowanie posiłków drogą lądową) ewakuowano 24,5 tys. żołnierzy z tego miasta. Ewakuację zakończono 9 czerwca. Dzień później skapitulowały wojska norweskie walczące w północnej części kraju, tym samym kończąc walki w Norwegii.

## Chronologia zdarzeń

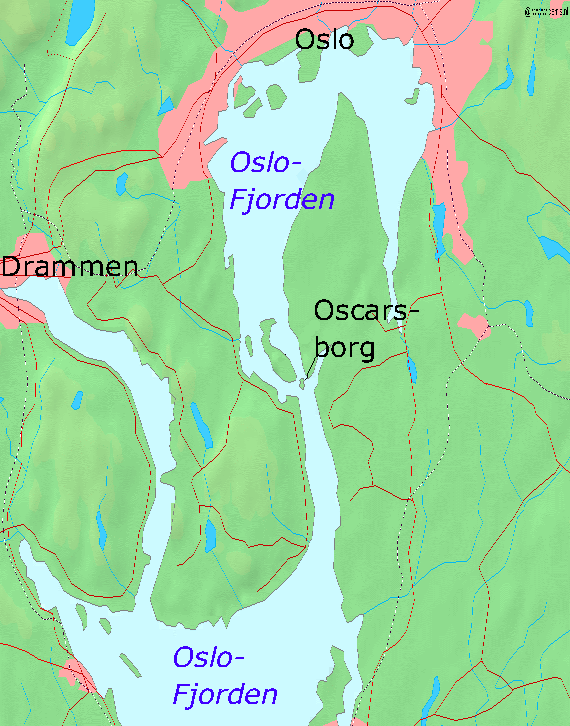
Mapa Oslo z zaznaczoną twierdzą Oscarsborg

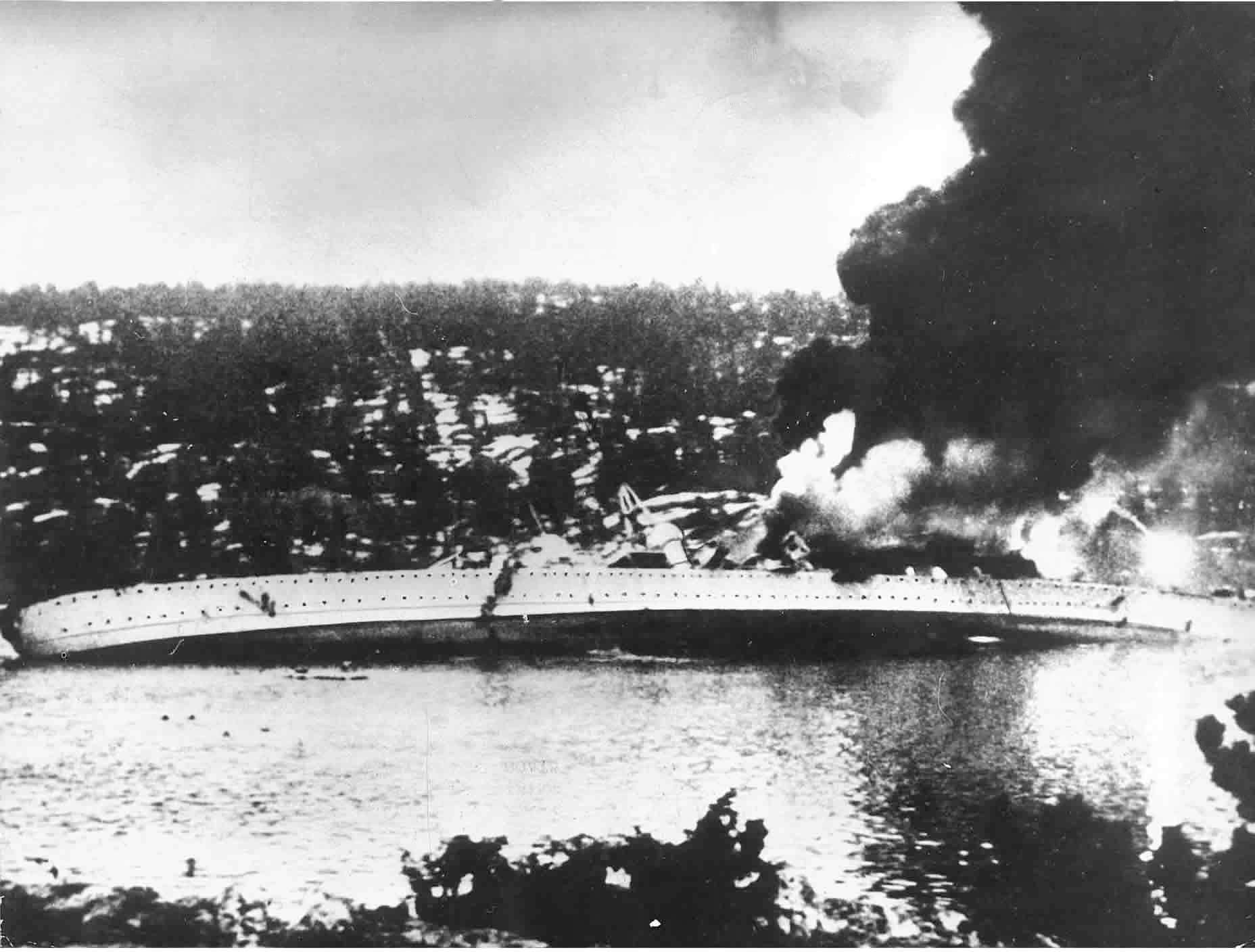
Tonący „Blücher”

- Około południa 8 kwietnia 1940 ORP „Orzeł” patrolujący wzdłuż wybrzeży Norwegii zauważył podejrzany transportowiec nieniosący żadnej bandery. Udało się odczytać przez peryskop nazwę statku „Rio de Janeiro” i niewyraźnie zamalowany port macierzysty Hamburg. Zgodnie z ówczesnymi procedurami Orzeł wynurzył się i nadał sygnał nakazujący zatrzymanie maszyn i przybycie kapitana z dokumentami, na co niemiecki statek zwiększył prędkość, kierując się ku brzegom norweskim. „Orzeł” ruszył w pogoń i oddał dwie serie ostrzegawcze z karabinu maszynowego. „Rio de Janeiro” zatrzymał się, nadając jednocześnie przez radio sygnały wzywające pomoc. Dowódca „Orła” nakazał załodze niemieckiego statku opuścić pokład w ciągu 5 minut, gdyż przystępuje do odpalenia torpedy. Niemiecki dowódca grał dalej na zwłokę. W tej sytuacji odpalono torpedę, która o 12.05 trafiła w prawą burtę „Rio de Janeiro”. Po ataku na pokładzie statku pojawił się tłum żołnierzy niemieckich ukrytych wcześniej w ładowniach i żołnierze zaczęli gorączkowo opuszczać statek. Ponieważ od strony brzegu zauważono nadpływające jednostki i samoloty, „Orzeł” zanurzył się i odpalił drugą celną torpedę. O 13.18 „Rio de Janeiro” zatonął. Po ataku kpt. Grudziński powiadomił admiralicję o okolicznościach zatopienia. O 23.00 angielskie radio podało komunikat:

Dziś w południe patrolujący angielski okręt podwodny zatopił przez storpedowanie niemiecki 6800-tonowy statek Rio de Janeiro przed Lillesand na południowym wybrzeżu norweskim. Statek pochodził z Hamburga miał na pokładzie około 400 żołnierzy i sprzęt wojenny. Większa część żołnierzy zatonęła ze statkiem.
- Późnym wieczorem 8 kwietnia 1940 Kampfgruppe 5 zostało zauważone przez norweski okręt „Pol III”. „Pol III” został zatopiony, jego kapitan stał się pierwszą norweską ofiarą podczas wojny.
  - Niemiecki ciężki krążownik „Blücher” zostaje zatopiony w Oslofjord, 9 kwietnia przez 48-letnie niemieckie działa Kruppa (o imieniu Moses i Aron, kaliber 280 mm, zainstalowane w fortecy twierdzy Oscarsborg w maju 1893) i przestarzałe torpedy: niemieckie okręty płynęły w górę fiordu do Oslo, osiągając przesmyki Drøbak. Wczesnym rankiem 9 kwietnia działa z fortecy Oscarsborg otworzyły ogień w kierunku „Blüchera”, trafiając go dwukrotnie. Ostrzelany następnie przez lżejsze działa baterii Husvik i Kopås, został następnie dwukrotnie storpedowany przez nadbrzeżną wyrzutnię torpedową. Po dwóch godzinach okręt zatonął, przy czym zginęło około 600-650 ludzi. Forteca wstrzymała na pewien czas grupę inwazyjną, co pozwoliło na ewakuację królewskiej rodziny i Parlamentu, wraz ze skarbem państwa. W rezultacie, Norwegia nigdy nie poddała się Niemcom, stając się uczestnikiem koalicji antyhitlerowskiej.
- Niemieckie oddziały powietrznodesantowe wylądowały w portach lotniczych: Fornebu w Oslo, Kjevik w Kristiansand oraz w stacji powietrznej Sola – ten drugi stał się pierwszym desantem spadochroniarzy (Fallschirmjäger) w historii; przypadkowo, wśród pilotów Luftwaffe lądujących w Kjevik był Reinhard Heydrich.
- Zamach stanu Vidkuna Quislinga.
- Dzięki zatopieniu „Blüchera” w Oslofiordzie, rodzina królewska i Parlament uniknęli niemieckiej niewoli; Król Haakon odmówił złożenia broni; bitwa pod Midtskogen (podczas której norweska Gwardia Królewska udaremniła próbę pojmania przez Wehrmacht rodziny królewskiej i członków parlamentu); bombardowanie Elverum i Nybergsund;
- Miasta Bergen, Stavanger, Egersund, Kristiansand, Arendal, Horten, Trondheim i Narwik zostały zaatakowane i zajęte w ciągu 24 godzin.
- Bohaterska, ale całkowicie bezskuteczna obrona opancerzonych okrętów obrony przybrzeżnej „Norge” i „Eidsvold” w Narviku. Obydwa zostały storpedowane i zatopione, przy czym zginęło wielu marynarzy.
- Niemieckie siły osiągnęły Narvik, wysadzając na ląd 2 tys. żołnierzy piechoty górskiej; 10 niszczycieli niemieckich, które przywiozły desant, zostaje następnie zniszczonych w trakcie dwóch bitew morskich przez siły Royal Navy.
- Niszczące bombardowania miast Åndalsnes, Molde, Kristiansund, Steinkjer, Namsos, Bodo, Narvik.
- Główna niemiecka kampania lądowa na północ od Oslo; norwescy żołnierze wraz z brytyjskimi i francuskimi oddziałami zatrzymują okupantów na pewien czas przed wycofaniem – jest to pierwsze starcie lądowe między armią brytyjską i Wehrmachtem w II wojnie światowej.
- Starcia lądowe w Narviku: norweskie i sprzymierzone (francuskie, polskie) siły pod dowództwem generała Carla Gustava Fleischera osiągają pierwsze taktyczne zwycięstwo nad Wehrmachtem w II wojnie światowej – następuje wycofanie Sprzymierzonych sił; walki w Gratangen.
- W związku z ewakuacją króla i parlamentu z Molde do Tromso 29 kwietnia i ewakuacji wojsk z Åndalsnes 1 maja, opór w Norwegii południowej dobiega końca.
- Ostatnia pozycja – forteca Hegra(inne języki) stawia opór do 5 maja – podobnie ważne miejsce w znaczeniu propagandowym, co Narvik.
- Król Haakon, książę Olaf i parlament opuszczają Tromsø 7 czerwca (na pokładzie brytyjskiego HMS „Devonshire”(inne języki) zdążającego do Wielkiej Brytanii), by reprezentować Norwegię na emigracji (król wrócił do Oslo dokładnie w tym samym dniu pięć lat później); żona następcy tronu Märtha wraz z dziećmi, odmówiła schronienia w swojej ojczystej Szwecji, później opuściła Petsamo w Finlandii, by żyć na emigracji w Stanach Zjednoczonych.
- Norwegia skapitulowała (chociaż wiele norweskich oddziałów kontynuowało walkę z Niemcami do niemieckiej kapitulacji 8 maja 1945) 10 czerwca. Pewna część norweskich sił dołączyła do niemieckich oddziałów po kapitulacji.

Na dalekiej północy, norweskie, francuskie i polskie oddziały, wsparte przez Królewską Marynarkę i RAF, walczyły z Niemcami o port w Narviku, ważny dla całorocznego eksportu szwedzkiej rudy żelaza (szwedzki port Luleå jest zablokowany przez lód w zimie). Niemcy zostali wyparci z Narviku 28 maja, ale z powodu pogarszającej się sytuacji na froncie francuskim, sprzymierzone oddziały zostały wycofane w czasie operacji Alfabet – Niemcy ponownie zajęli Narvik 9 czerwca, do tego czasu opuszczony również przez cywilów z powodu ciężkich bombardowań Luftwaffe.

## Podsumowanie
Operacja zakończyła się 10 czerwca, w dniu kapitulacji portu w Narwiku. Obie strony poniosły znaczne straty. Niemcy utracili: krążownik ciężki „Blücher” zatopiony 9 kwietnia w fiordzie Oslo przez baterie norweskiej artylerii nadbrzeżnej; krążowniki lekkie „Karlsruhe”, początkowo uszkodzony 9 kwietnia koło Kristiansandu przez brytyjski okręt podwodny „Truant”, a następnego dnia dobity przez torpedowiec „Greif”, oraz „Königsberg”, zatopiony 10 kwietnia w Bergen przez samoloty. Poza wspomnianymi trzema krążownikami, Kriegsmarine straciła dodatkowo 10 niszczycieli, 6 okrętów podwodnych, 1 okręt artyleryjski, oraz liczne statki transportowe i okręty pomocnicze. Uszkodzone zostały pancerniki „Scharnhorst”, „Gneisenau”, pancernik kieszonkowy „Lützow” oraz okręt artyleryjski – stawiacz min. Równie wysokie były straty po stronie sprzymierzonych; poza lotniskowcem „Glorious”, alianci stracili krążowniki lekkie HMS „Effingham”, i „Curlew” oraz 10 niszczycieli (w tym polski „Grom” i francuski „Bison”) eskortowiec i 6 okrętów podwodnych (w tym francuski „Doris”). Uszkodzone zostały krążowniki: ciężki HMS „Suffolk” i lekkie HMS „Penelope”, „Aurora”, „Curacoa”, „Cairo” i francuski „Emile Bertin” oraz 8 niszczycieli i 2 eskortowce.
Proporcjonalnie bardziej dotkliwe były straty po stronie niemieckiej, mimo tego udało się Niemcom odnieść zwycięstwo strategiczne. Po zakończeniu walk na wodach norweskich Kriegsmarine dysponowała jedynie 2 starymi pancernikami, krążownikiem ciężkim, 2 krążownikami lekkimi, 4 niszczycielami i 19 torpedowcami. Były to bardzo skromne siły, które w żaden sposób nie mogły przeciwstawić się flocie sprzymierzonych.
Kampania norweska pokazała sprzymierzonym, z jak trudnym przeciwnikiem przyszło im się zmierzyć. Pokazała braki zarówno w dowodzeniu, jak i wyszkoleniu wojska. Ogromny udział w niemieckim sukcesie należy przypisać użyciu lotnictwa, które wobec przewagi morskiej aliantów odegrało zasadniczą rolę we wsparciu działań lądowych. Zajęcie Norwegii przez wojska niemieckie w znacznym stopniu poprawiło sytuację strategiczną III Rzeszy. Kriegsmarine zyskała dogodne bazy wypadowe na Atlantyk, Luftwaffe mogła korzystać z norweskich lotnisk do ataków na Wielką Brytanię, natomiast przemysł otrzymał nieograniczony dostęp do złóż rudy żelaza, niezbędny do budowy niemieckich czołgów.
Straty niemieckie w Norwegii wyniosły:
- 5296 żołnierzy zabitych, rannych i zaginionych,
- 242 samoloty,
- 1 ciężki krążownik,
- 2 lekkie krążowniki,
- 10 niszczycieli,
- 1 okręt artyleryjski,
- 6 okrętów podwodnych,
- 31 statków transportowych.

Straty aliantów odpowiednio:
- 3734 żołnierzy zabitych (bez rannych i zaginionych),
- 50 samolotów,
- 1 lotniskowiec,
- 2 krążowniki,
- 10 niszczycieli
- 6 okrętów podwodnych,
- 4 transportowce.

## Polski udział w kampanii norweskiej
W kampanii norweskiej brały udział także polskie jednostki:
- Samodzielna Brygada Strzelców Podhalańskich (SBSP) pod dowództwem gen. Zygmunta Szyszko-Bohusza,

Utworzona we Francji polska brygada licząca ok. 5 tys. żołnierzy wylądowała 9 maja w Harstad. Jej żołnierze uczestniczyli w desancie na Bjerkvik oraz w oswobodzeniu Ankenes, Beisfjord i Narwiku. Zginęło ok. 100 żołnierzy, a ponad 200 zostało rannych lub zaginęło. Groby większości poległych znajdują się na cmentarzu Håkvik. Polskie oddziały walczące w kampanii norweskiej zostały odznaczone honorowym sznurem sygnalnym.
- okręty podwodne ORP „Orzeł” i ORP „Wilk”; 8 kwietnia przed południem ORP „Orzeł” zatopił w pobliżu Lillesand niemiecki transportowiec „Rio de Janeiro”, przewożący żołnierzy i konie. Najprawdopodobniej zmierzał do Bergen. Później (w czerwcu) w niewyjaśnionych okolicznościach „Orzeł” zaginął. „Wilk” w nocy z 20 na 21 czerwca staranował i prawdopodobnie zatopił okręt podwodny, uznany za niemiecki (według części historyków, mógł być to sprzymierzony holenderski O13, prawdopodobne jest też zderzenie z dryfującą boją),
- niszczyciele ORP „Burza”, ORP „Błyskawica” i ORP „Grom”,

Przybyłe do Norwegii Północnej wraz z siłami brytyjskimi polskie niszczyciele patrolowały fiordy i stanowiska niemieckie w pobliżu Narwiku. W konsekwencji zbombardowania „Groma” 4 maja, zginęło 59 osób załogi.
- statki pasażerskie MS „Batory”, MS „Chrobry” i MS „Sobieski”, służyły po przebudowie do przewożenia oddziałów brytyjskich do Harstad i Namsos. Statki uczestniczyły we wszystkich działaniach wojennych w Norwegii Północnej i dokonały licznych przerzutów wojsk przez Morze Północne. „Chrobry” został zbombardowany i zatopiony 15 maja we fiordzie Vestfjord. Pasażerami byli żołnierze brytyjskiego batalionu transportowanego z Harstad do Bodø.

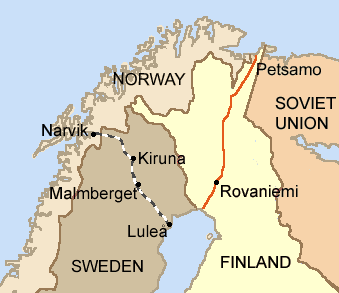
Miejsca wydobycia rud żelaza (Kiruna i Malmberget) oraz drogi ich wywozu do portów (Narwik i Luleå). Granice z lat 1920–1940

## Okrążenie Szwecji i Finlandii
Operacja Weserübung nie uwzględniała wojskowego ataku na (podobnie neutralną) Szwecję – nie było takiej potrzeby. Poprzez utrzymywanie Norwegii, duńskich cieśnin i większości brzegów Morza Bałtyckiego, III Rzesza okrążyła Szwecję od północy, zachodu i południa – na wschodzie Szwecja była otoczona Związkiem Radzieckim, który przez pewien okres był połączony z Niemcami paktem Ribbentrop-Mołotow. Pewna część fińskich ochotników służyła w norweskiej armii przeciw Niemcom w oddziałach szpitali polowych.
Szwedzki i fiński handel po zajęciu Norwegii został całkowicie zdominowany przez Kriegsmarine. Konsekwencją były naciski na neutralną Szwecję przez Niemcy. Skutek tych nacisków do dziś wzbudza kontrowersje. Na początku czerwca 1940 Szwecja podpisała umowę handlową o dostawie stali i łożysk kulkowych do Niemiec. Większość transportów realizowały szwedzkie, neutralne statki. Szwecja zobowiązała się też do obrony kopalń żelaza przed ewentualnym przejęciem przez aliantów.
Niemcy żądali też, aby Szwecja zezwoliła na swobodny tranzyt towarów wojskowych i żołnierzy, co byłoby sprzeczne z neutralnością Szwecji. Jeszcze w trakcie kampanii norweskiej 18 czerwca rozpoczęły się rozmowy w Berlinie. Porozumienie zostało osiągnięte: żołnierze mieli podróżować nieuzbrojeni. W sumie 140 tys. niemieckich żołnierzy i tysiące niemieckich transportów kolejowych przekroczyły Szwecję do momentu jego zawieszenia 20 sierpnia 1943.
W sierpniu 1940 Finlandia wyraziła zgodę na dostęp Rzeszy do jej terytorium. Początkowo dla przewozu oddziałów do i z północnej Norwegii, ale wkrótce również dla nowo utworzonych baz wzdłuż drogi tranzytu, które nieustannie powiększano w związku z rychłą inwazją na ZSRR.